# Chengdu J-7
Chengdu J-7 (chineză: 歼-7; versiunea de export de a treia generație F-7; numele de raportare NATO: Fishcan[1]) este o aeronavă de luptă din Republica Populară Chineză. Este o versiune construită pe licență a sovieticului Mikoyan-Gurevich MiG-21 și, prin urmare, are multe asemănări cu MiG-21.[2] Aeronava este înarmată cu rachete aer-aer orientate în infraroșu cu rază scurtă de acțiune și proiectată în principal pentru luptă aer-aer cu rază scurtă de acțiune. Aeronava este folosită și pentru sprijin aerian apropiat.
La 30 martie 1962, Uniunea Sovietică și China au semnat un acord de transfer de tehnologie referitor la MiG-21. Se presupune că, în timp ce diverse kituri, componente, avioane finalizate și documente asociate au fost livrate Fabricii de Avioane Shenyang, documentația de proiectare a fost incompletă, iar designerii chinezi au făcut eforturi pentru a face inginerie inversă a aeronavei. În timp ce cele două aeronave sunt foarte asemănătoare, zonele de diferență includ sistemele hidraulice și aranjamentele interne ale combustibilului. În martie 1964, producția internă a J-7 a început la Fabrica de Avioane Shenyang, dar din cauza diferiților factori, inclusiv Revoluția Culturală, producția de masă a fost realizată cu adevărat abia în anii 1980. Au fost dezvoltate numeroase modele de J-7, prezentând îmbunătățiri în domenii precum armamentul, avionica și designul aripilor.
Aeronava este operată în principal de Forțele Aeriene ale Armatei de Eliberare a Poporului (PLAAF), dar numeroși operatori internaționali și-au cumpărat propriile J-7. În afara Chinei, cel mai mare operator al J-7 este Forțele Aeriene din Pakistan. Avioanele chineze de generație ulterioară, cum ar fi interceptorul Shenyang J-8, au fost dezvoltate cu lecțiile învățate din programul J-7. Mai multe națiuni, inclusiv Zimbabwe, Tanzania și Sri Lanka, au desfășurat tipul în roluri ofensive.
În 2013, producția J-7 a fost încheiată după livrarea a 16 F-7BGI Forțelor Aeriene din Bangladesh. Avioanele de luptă mai noi, cum ar fi avionul de luptă multirol JF-17 Thunder, i-au succedat pe piața de export. Până în prezent, un număr mare de J-7 rămân în serviciu cu mai mulți clienți de export,[3][4], PLAAF fiind pregătită să retragă flota în 2023.[5]